# Archie Shepp
Archie Shepp (født 24. maj 1937 i Fort Lauderdale i Florida) er en amerikansk jazzsaxofonist. Han voksede op i Philadelphia, Pennsylvania, hvor han studerede piano, klarinet og altsaxofon før han gik over til tenorsaxofon.
Shepp studerede drama ved Goddard College fra 1955 til 1959 men valgte derefter at satse helt og fuldt på en professionel musikkarriere. Han har lavet indspilninger med bl.a. John Coltrane, Bill Dixon, Cecil Taylor og Phish.
Den musikgenre som Shepp henregnes til kaldes frijazz. Med indspilninger som A Sea of faces (1975) har han indtaget en central plads i jazzens "Hall of Fame".